# Egnach
Egnach ist eine politische Gemeinde und eine Ortschaft im Bezirk Arbon des Schweizer Kantons Thurgau. Sie liegt im Oberthurgau.
Bis 2002 war Egnach eine Einheitsgemeinde.

## Geographie
Die politische Gemeinde Egnach liegt am Ufer des Bodensees zwischen Arbon und Romanshorn. Sie umfasst 18,50 km², wovon 16,4 km² Kulturland, 0,75 km² Wald und 2,8 km Seeanstoss sind.
Die weitläufige Streusiedlung umfasst die Siedlungszentren Egnach am Bodensee, Neukirch und Steinebrunn an der Strassenverbindung Amriswil–Arbon sowie 68 Weiler und Höfe, darunter Buch, Hegi, Winden (früher Kügeliswinden) und Burkartshaus. Der Sitz der Gemeindeverwaltung befindet sich in Neukirch.

## Geschichte

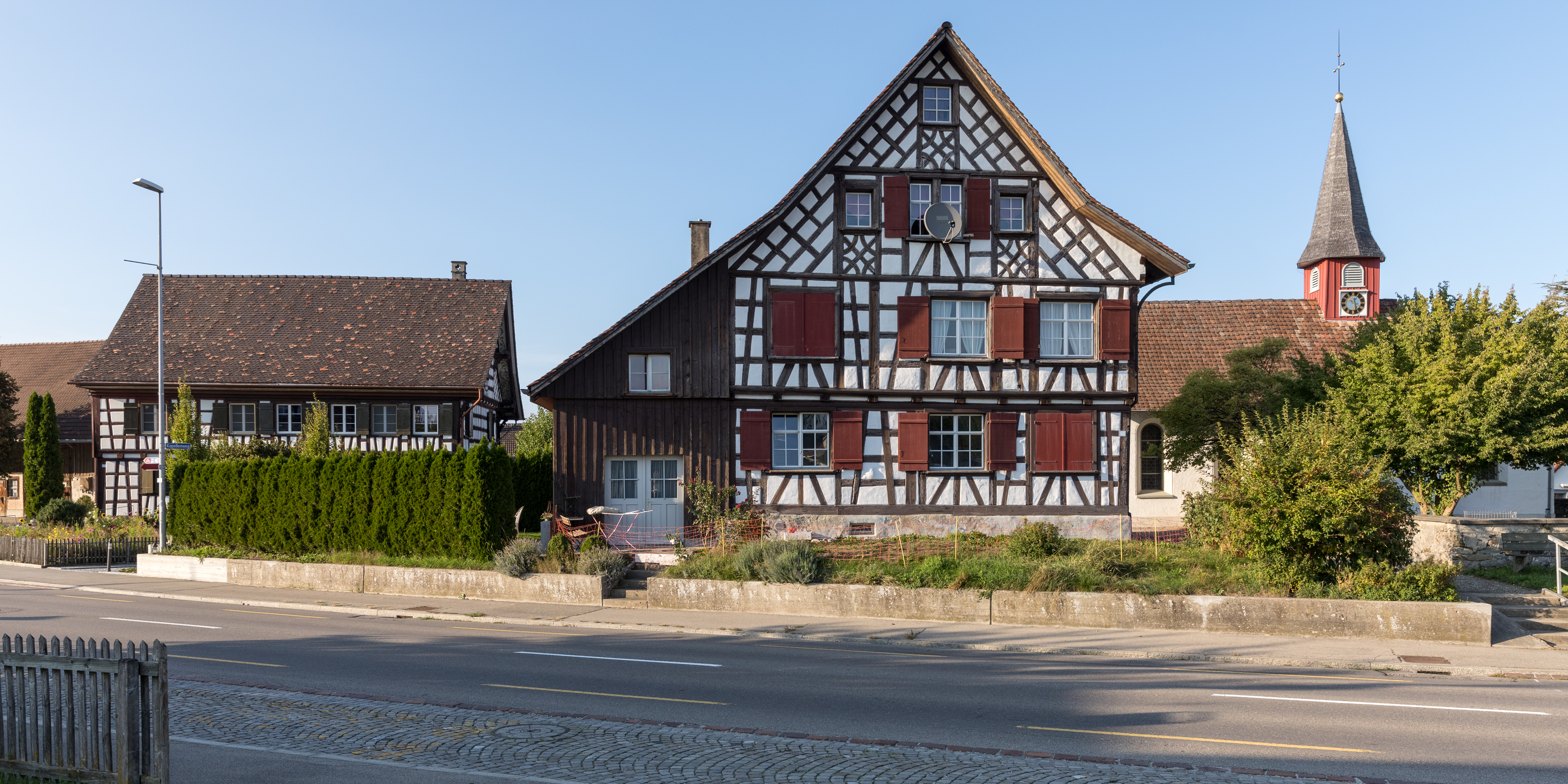
Amriswilerstrasse in Steinebrunn mit Messmerhaus und Gallus-Kapelle.

Egnach mit dem SBB-Bahnhof der Linie Romanshorn–Rorschach im Jahr 1928

Steinebrunn im Jahr 1957

Im 8./9. Jahrhundert rodeten die Alemannen den Egnacher Teil des Arboner Forstes. Einige Ortsnamen lassen vermuten, dass das Gebiet bereits zuvor durch die Kelten und Römer bewohnt war. Der Egnacher Urwald wurde von der römischen Heerstrasse durchzogen, die von Arbor felix (Arbon) nach Ad fines (Pfyn) führte.
Egnach dürfte im 9. Jahrhundert zum Konstanzer Hochstift gehört haben und von der bischöflich-konstanzischen Obervogtei Arbon verwaltet worden sein. Auch das Kloster St. Gallen kam in Egnach zu Grundbesitz, was zu konkurrierenden Rechtsansprüchen zwischen Abt und Bischof führte (Vertrag 854). 1155 wurde Egnach erstmals als Egena erwähnt. Im Spätmittelalter war Egnach ein bischöflich-konstanzischer Besitzschwerpunkt, was die Kehlhöfe in Egnach, Erdhausen und Wiedehorn (Urbar 1302) belegen. Nach der Eroberung des Thurgaus durch die Eidgenossen 1460 traten die neuen Landesherren den bischöflichen Ansprüchen entgegen. Während die Niedere Gerichtsbarkeit bis 1798 in den Händen des Bischofs blieb, verlor er 1509 die Hochgerichtsbarkeit an den eidgenössischen Landvogt im Thurgau. Mit der Offnung 1544 erhielt Egnach ein eigenes niederes Gericht.
Kirchlich gehörte Egnach stets zur Pfarrei Arbon. 1515 wurde in der Jakobskapelle in Erdhausen eine Messpfründe eingerichtet, ab 1588 wurden reformierte Gottesdienste abgehalten. Die Galluskapelle in Steinebrunn verblieb – nach einer langen Periode der Schliessung – den Katholiken. Die seit 1528 mehrheitlich reformierten Einwohner konnten 1727 in Neukirch (vorher Mosershaus) eine Kirche bauen und bildeten fortan die reformierte Kirchgemeinde Egnach. Die katholischen Einwohner gehören seit 1872 zur katholischen Kirchgemeinde Steinebrunn.
Egnach war in 13 «Rotten» eingeteilt, die neben der militärischen Ausbildung auch Gemeindeaufgaben übernahmen. 1803 wurde die Munizipal- und Ortsgemeinde Egnach (Kreis Egnach) gebildet, Versammlungsort war Neukirch. 1857 trennten sich die Rotten Feile und Frasnacht (Inner-Egnach), die an der Bildung der neuen Kirchgemeinde Egnach nicht beteiligt waren, von Egnach ab und bildeten die Ortsgemeinde Frasnacht, die zur Munizipalgemeinde Arbon gehörte. 1858 wurden Lengwil und Balgen von der Orts- und Munizipalgemeinde Roggwil abgetrennt und der Gemeinde Egnach zugeteilt. 1870 wurden die räumlich identischen Orts- und Munizipalgemeinden Egnach zur Einheitsgemeinde Egnach verschmolzen.

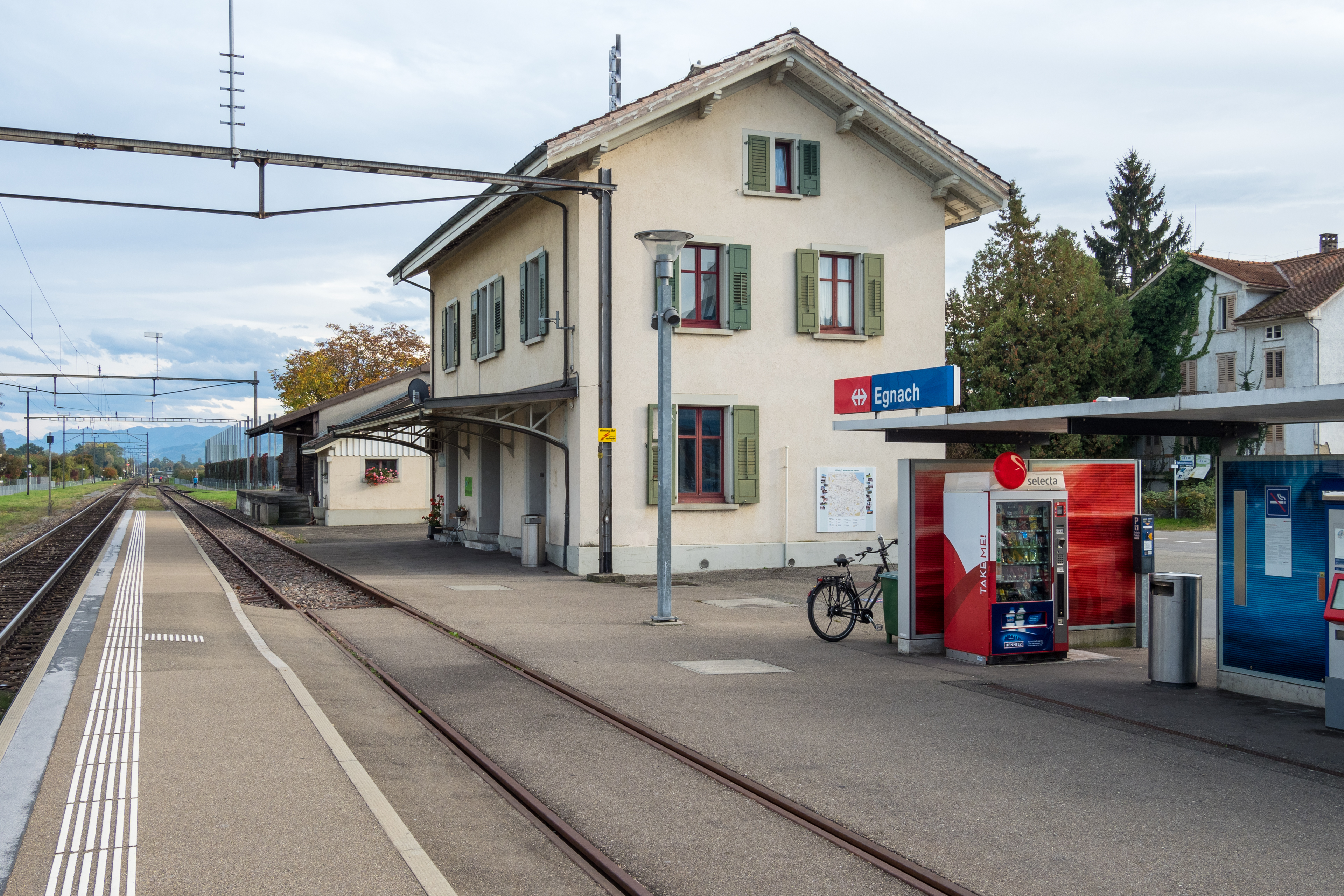
Bahnhof Egnach

Bereits im 18. Jahrhundert setzte der Feldobstbau ein, was dem Gebiet um Egnach den Namen «Mostindien» eintrug. Um 1850 wurde der traditionelle Ackerbau durch Vieh- und Milchwirtschaft mit zahlreichen Käsereien abgelöst. In Egnach blühten verschiedene Zweige der Textilproduktion, im frühen 19. Jahrhundert der Leinwandhandel, um 1900 die Handstickerei und im 20. Jahrhundert die mechanische sowie die Schifflistickerei. 1869 wurde die Eisenbahnstrecke Romanshorn–Rorschach gebaut, und Egnach erhielt einen Bahnhof. 1910 folgte der Bau der Strecke der Bodensee-Toggenburg-Bahn, die heute von der Südostbahn (SOB) betrieben wird, mit Bahnhöfen in Neukirch, Steinebrunn und Winden. Die Eröffnung der beiden Bahnlinien brachte neue wirtschaftliche Möglichkeiten. 1900 wurde eine Mosterei- und Obstexportgenossenschaft gegründet. 2000 stellte der erste Wirtschaftssektor ca. einen Fünftel und der zweite ca. einen Drittel der Arbeitsplätze in Egnach. Trotz einiger Industriebauten und Wohnquartiere hat Egnach infolge intensiven Obstbaus seinen ländlichen Charakter bis heute behalten.
→ siehe auch Abschnitte Geschichte in den Artikeln Neukirch (Egnach), Steinebrunn TG und Winden TG

## Wappen
Blasonierung: In Weiss ein grüner Baum mit vier roten Birnen über gewelltem blauem Schildfuss.
Das Wappen nimmt Bezug auf die Bedeutung des Obstanbaus um Egnach und den Bodenseeanstoss der Gemeinde.

## Bevölkerung
| Hier fehlt eine Grafik, die leider im Moment aus technischen Gründen nicht angezeigt werden kann. Wir arbeiten daran! |

| Jahr      | 1850 | 1860 | 1900 | 1910 | 1950 | 2000 | 2010 | 2015 | 2016 | 2017 | 2018 | 2019 | 2020 | 2021 | 2022 | 2023 |
| Einwohner | 3344 | 2622 | 2755 | 3166 | 3301 | 4153 | 4303 | 4562 | 4681 | 4692 | 4702 | 4687 | 4773 | 4802 | 4888 | 4985 |

Von den insgesamt 4985 Einwohnern der Gemeinde Egnach am 31. Dezember 2023 waren 764 bzw. 15,3 % ausländische Staatsbürger. 1791 (35,9 %) waren evangelisch-reformiert und 1336 (26,8 %) römisch-katholisch. Die Ortschaft Egnach zählte zu diesem Zeitpunkt 2129 Bewohner.

## Wirtschaft
Im Jahr 2016 bot Egnach 188 Personen Arbeit (umgerechnet auf Vollzeitstellen). Davon waren 8,4 % in der Land- und Forstwirtschaft, 54,8 % in Industrie, Gewerbe und Bau sowie 36,8 % im Dienstleistungssektor tätig.
Die 1965 gegründete Zünd AG wurde zuerst in Frutella AG und anschliessend in Thurella Agroservice AG umbenannt. Diese wurde 2009 von der Landi Oberthurgau AG aus Roggwil übernommen.

## Sehenswürdigkeiten
- Evangelische Kirche
- Schloss Luxburg
- Das Dorf Steinebrunn und die Kulturlandschaft Balgen sind im Inventar der schützenswerten Ortsbilder der Schweiz aufgeführt.

## Tourismus
Unmittelbar am Ufer des Bodensees befindet sich ein Campingplatz. Weiter besteht die Möglichkeit für Ferien auf dem Bauernhof. Der Verkehrs- und Verschönerungsverein Egnach (VVE) hat es sich zum Ziel gesetzt, Verkehr, Landschaft und Kultur in Egnach zu wahren und zu fördern.

## Schulen

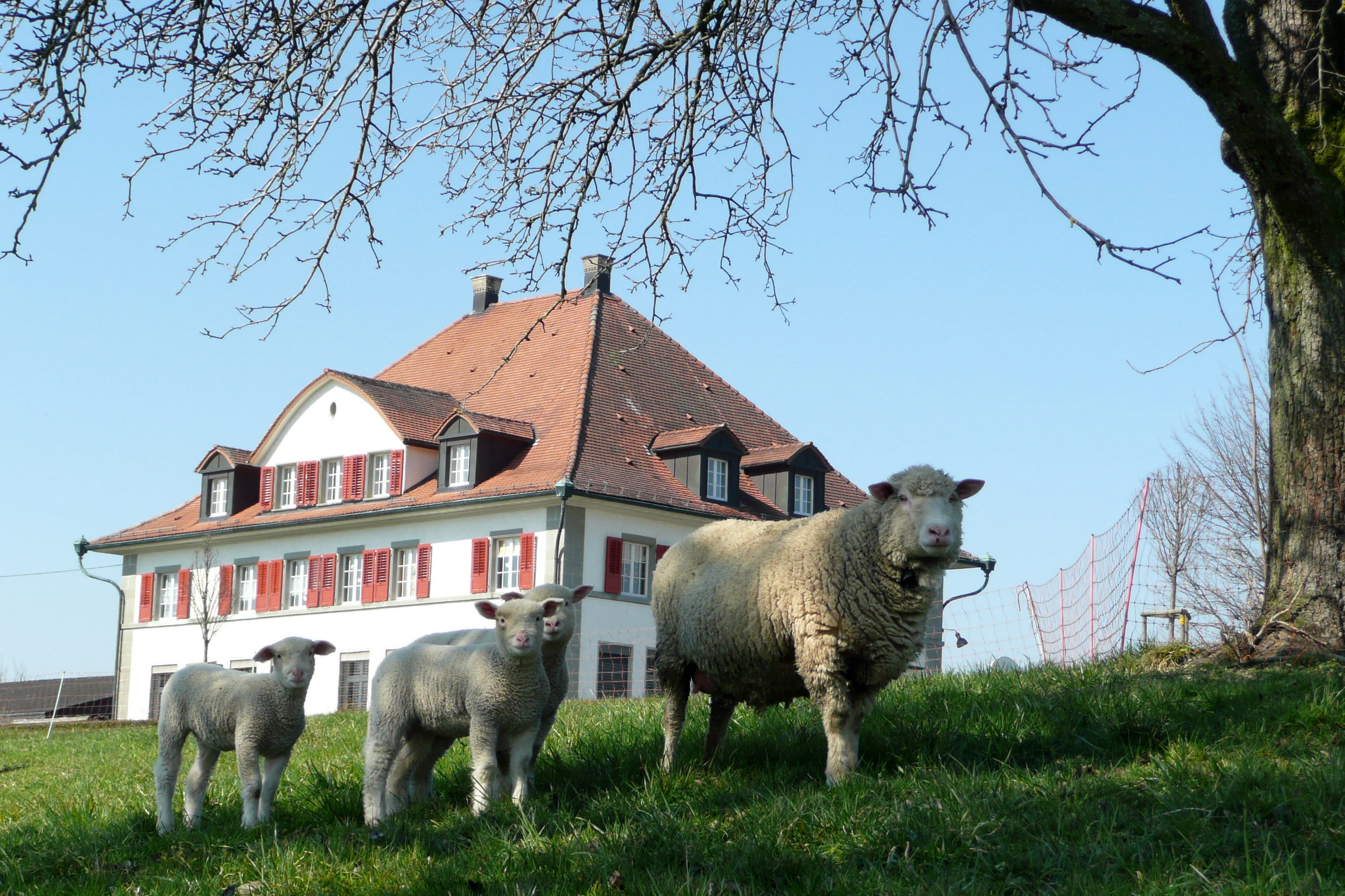
Sekundarschulhaus in Neukirch

Vier Primarschulen in Egnach, Neukirch, Hegi und Steinebrunn erlauben den Schülern einen dezentralen Unterricht. Die Sekundarschule befindet sich in Neukirch.
Im 18. Jahrhundert wurden erste Schulen eingerichtet. Ausgebildete Lehrer gab es keine, und wer sich berufen fühlte, stellte seine Stube zur Verfügung und nannte sich Schulmeister. Die Schüler zahlten jede Woche das Schulgeld auf die Hand und brachten im Winter ein Scheit Holz für den Ofen mit. In breiten Bänken pferchten sich nun Dutzende Kinder jeden Alters und lernten das Buchstabieren. Über das weitläufige Gemeindegebiet entstanden so Schulen in Olmishausen, Ringenzeichen, Wilen, Hegi und Mosershaus nahe der neuen Kirche. Jeder besuchte die Schule, die ihm gefiel, und so wanderten die Schüler kreuz und quer durch die Gemeinde. In Steinebrunn unterrichtete der Benefiziat die katholischen Schüler.
Nach der Gründung des Kantons Thurgau wurde 1833 erstmals ein Schulgesetz erlassen. In Egnach wurden fünf Primarschulgemeinden geschaffen: Wilen, Olmishausen, Hegi, Ringenzeichen und Neukirch. Mit dem Dorf Egnach im Jahre 1880 wurden es sechs. Erste Ideen für eine weiterführende Schule führten zur Gründung der Sekundarschule 1854. Weiter entstand im 19. Jahrhundert eine Fortbildungsschule. Ein wichtiger Markstein war die Gründung der Abschlussklassenschule 1955, die dann in die Realschule überging. Im Jahre 2000 wurden alle Schulen in Egnach zur Volksschulgemeinde mit einer Verwaltung verbunden. 2016 erfolgte die Einweihung der neuen Sekundarschule Neukirch.

## Persönlichkeiten
- Adolf Keller (auch Keller-Hoerschelmann; 1879–1969), Arzt und Naturheilkundler
- Ernst Schmid (1888–1941), Geograph
- Hans Wegmann (1889–1973), evangelischer Geistlicher in Zürich
- Egon Bruderer (1913–1987), Unternehmer
- Emil Hungerbühler (1914–2002), Zeichenlehrer, bildender Künstler und Konservator
- Heinz Hauser (* 1943), Ökonom